# Pak Yon-hui
Pak Yon-hui (ur. 1 lutego 1984) – północnokoreańska zapaśniczka.  Zajęła 34 miejsce na mistrzostwach świata w 2011. Brązowa medalistka igrzysk azjatyckich w 2010 roku.